# جانفرانچسکو گوارنیری
جانفرانچسکو گوارنیری (ایتالیایی: Gianfrancesco Guarnieri؛ ‏ ۶ اوت ۱۹۳۴ – ۲۲ ژوئیهٔ ۲۰۰۶) شاعر، بازیگر، نویسنده، و ترانه‌سرای اهل ایتالیا بود. او یکی از شرکت‌کنندگان کلیدی در تئاتر آرنا سائوپائولو بود، مهمترین اثر او "آنها کراوات سیاه نمی‌پوشند" بود. 
او در ۶ اوت ۱۹۳۴ در میلان به دنیا آمد. پدر و مادر او از موسیقیدانان ضد‌فاشیست بودند. والدین او در سال ۱۹۳۶ تصمیم گرفتند به برزیل نقل مکان کنند و خانه جدیدی در ریو دو ژانیرو پیدا کنند. در آغاز دهه ۱۹۵۰، آنها دوباره به سائو پائولو نقل مکان کردند.
گوارنیری که از سال‌های نوجوانی رهبر دانشجویی بود، شروع به اجرای تئاتر آماتور با اودووالدو ویانا فیلهو (ویانینا) و گروهی از دانش‌آموزان سائو پائولو کرد. در سال ۱۹۵۵ آنها «تئاتر پائولیستا دانشجو» (تئاتر دانشجویی پالیستا) را با راهنمایی راجر جاکوبی ایجاد کردند. در سال بعد، آن تئاتر به تئاتر آرنا که توسط خوزه رناتو تأسیس و کارگردانی شد، پیوست.

## حرفه

### تئاتر
اولین نمایشنامه او «کراوات مشکی نمی‌بندند» بود که برای اولین بار در سال ۱۹۵۸ در تئاتر آرنا روی صحنه رفت. این نمایشنامه به کارگردانی خوزه رناتو بازیگران بزرگی داشت که توجه را به خود جلب کرده بود، مانند خود گوارنیری، لیلا آبرامو، میریام ملهلر، فلاویو میگلیاچیو، اوجنیو کوسنت، فرانسیسکو دی آسیس، هنریکه سزار، سلسته لیما، ریوا نیمتس و میلتون گونچال.
از فیلم‌های او می‌توان به آسا برانکا: یک رؤیای برزیلی اشاره کرد.